# Metalectra monopais
Metalectra monopais är en fjärilsart som beskrevs av Dyar 1914. Metalectra monopais ingår i släktet Metalectra och familjen nattflyn. Inga underarter finns listade i Catalogue of Life.